# Tricycle
Pour les articles homonymes, voir Tricycle (homonymie).

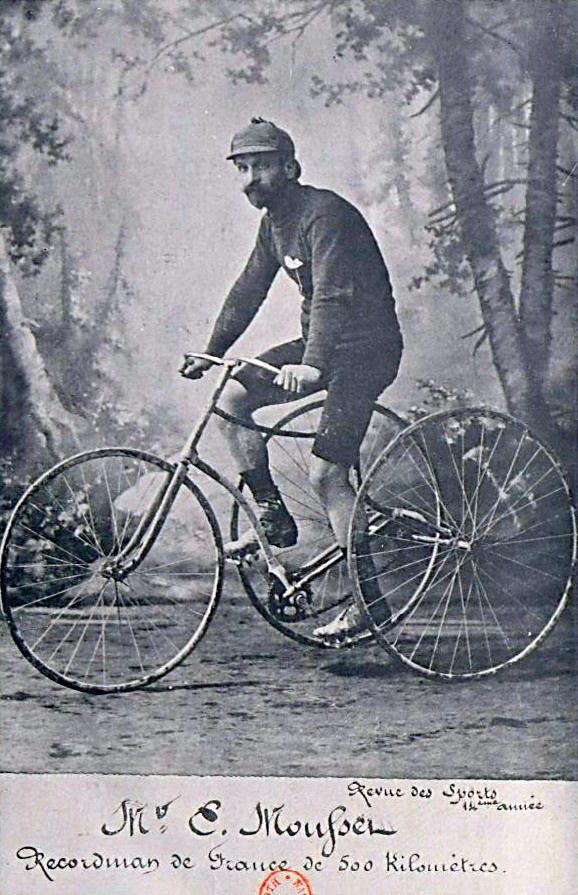
E. Moufser, champion de France des 500 kilomètres à tricycle, fin 1888.

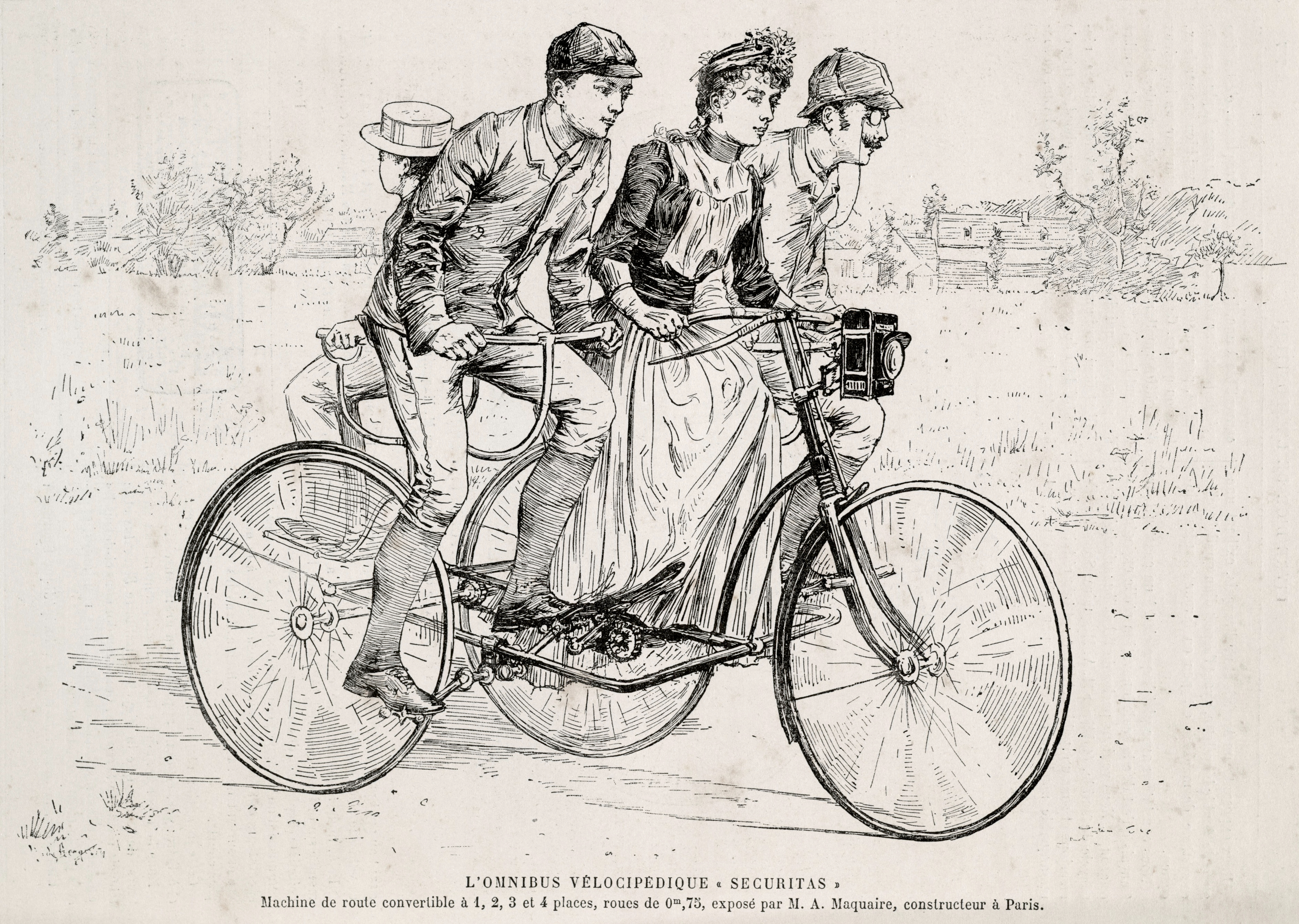
Omnibus vélocipédique Securitas, 1889.

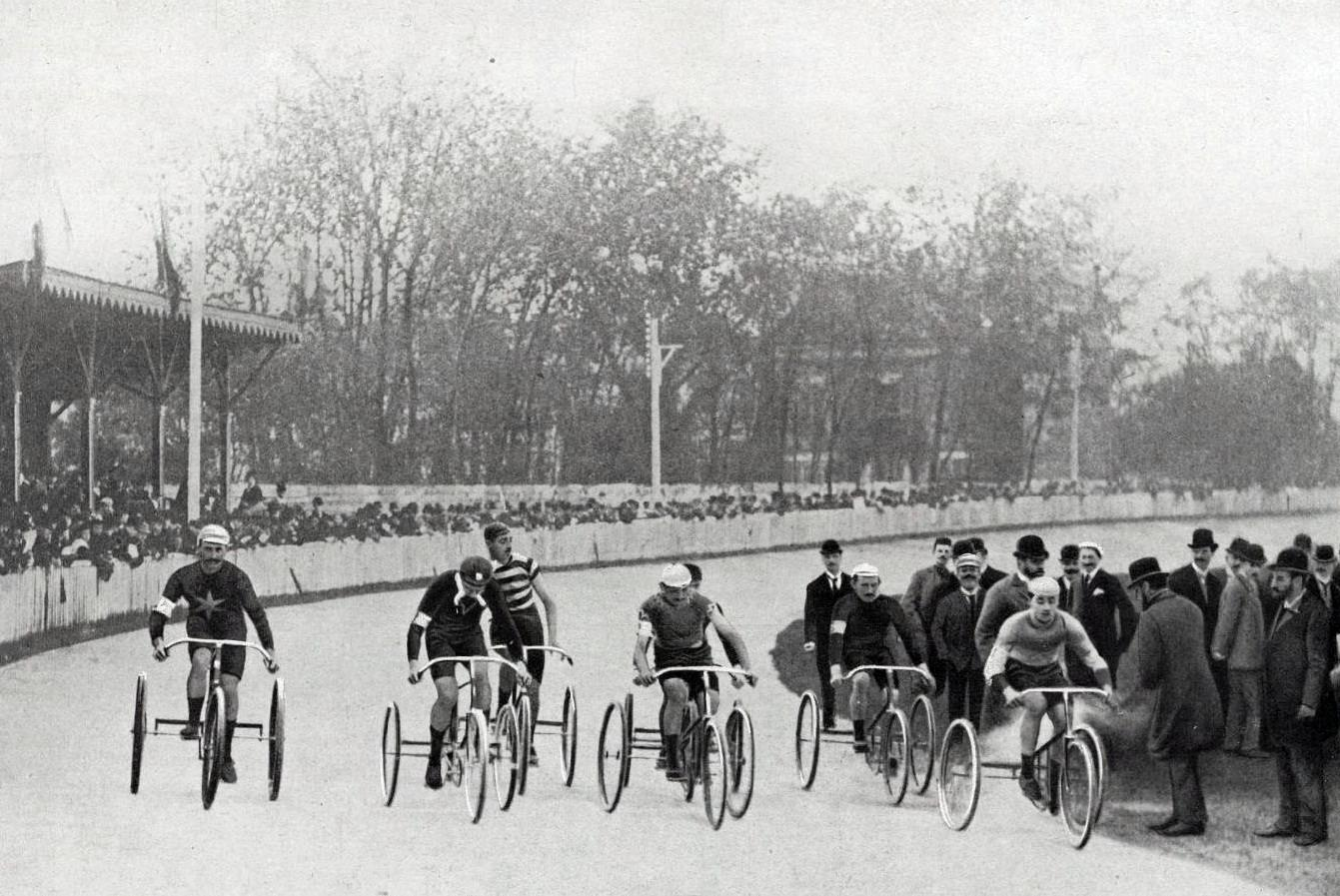
Le championnat de France des 50 kilomètres à tricycle, le 6 novembre 1892 à Buffalo (1er Cassignard, à droite).

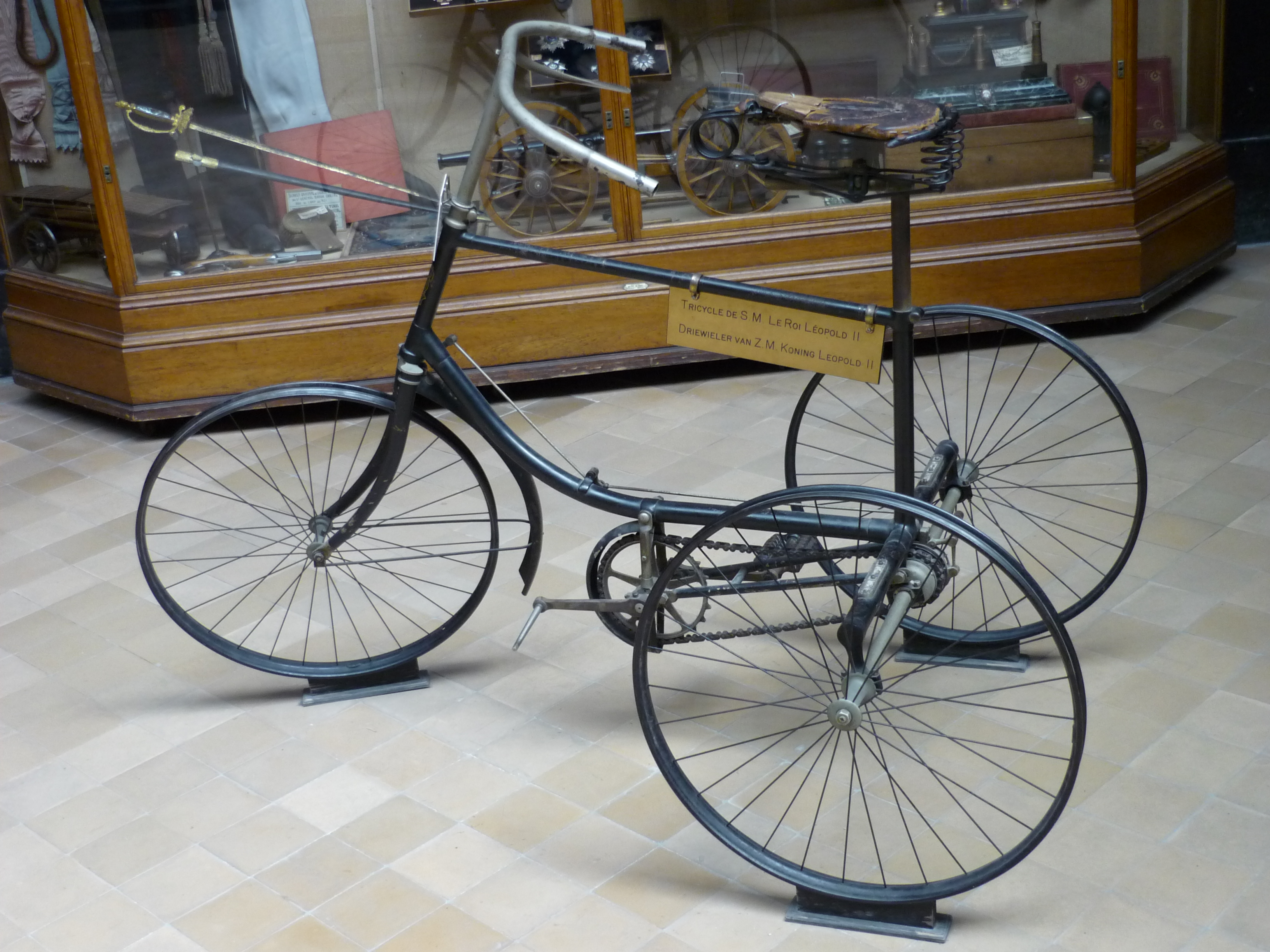
Tricycle de Léopold II (roi des Belges).

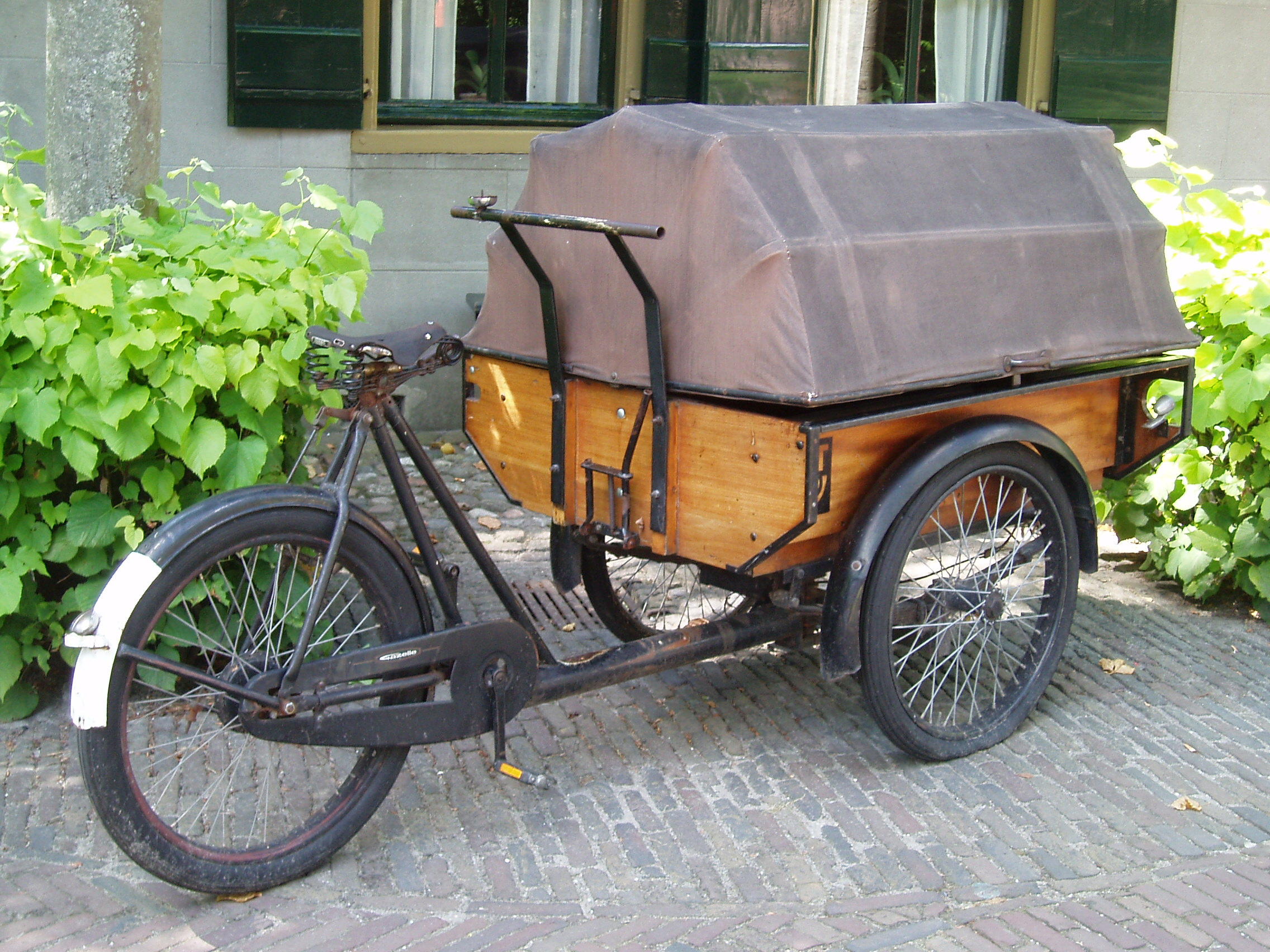
Triporteur.

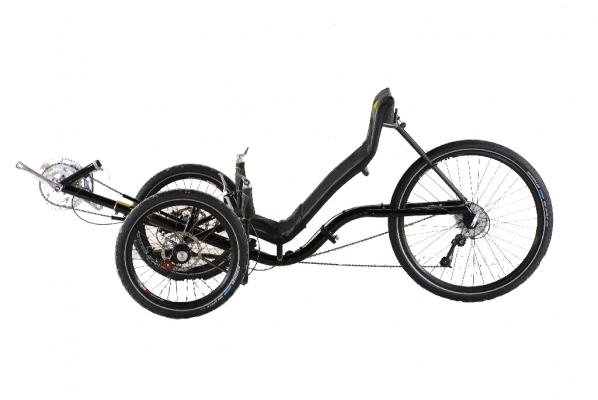
Tricycle couché.

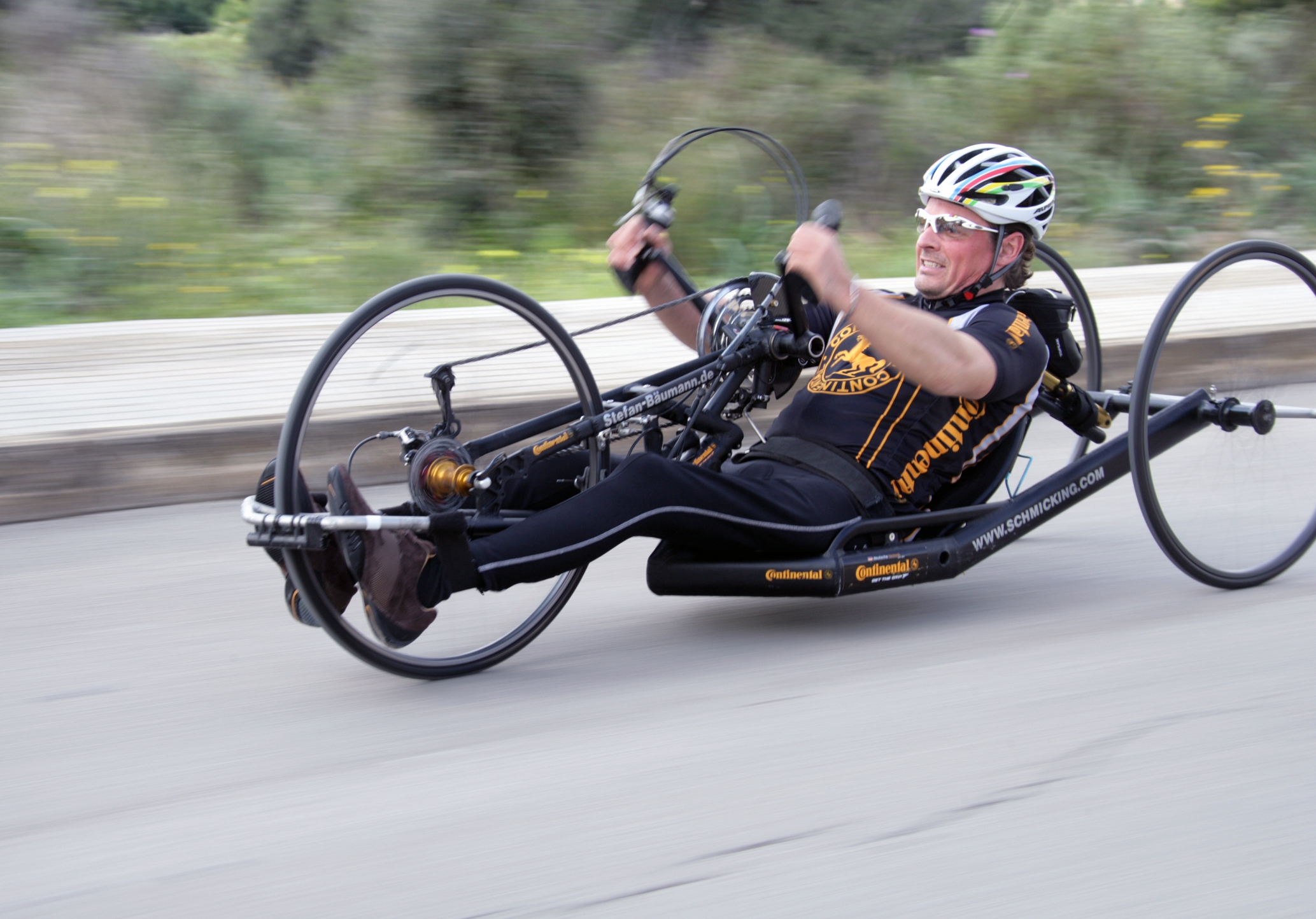
Vélo handisport.

Un tricycle est un véhicule à trois roues. Il peut être non motorisé et actionné par la force humaine, de type vélocipède, ou motorisé par un moteur thermique ou électrique.

## Non motorisé
On distingue :
- Le tricycle classique, où on est assis sur une selle, adapté aux jeunes enfants ou aux personnes présentant un trouble de l'équilibre ;
- le tricycle michaudine avec pédalage directement sur la roue avant (pour les plus jeunes) ;
- le tricycle utilitaire, ou triporteur, qui fait partie de la famille des vélo cargos, pour transporter du fret (livraisons ou petits déménagements en ville) ou des personnes ;
- le tricycle couché, souvent appelé trike, est un vélo couché à trois roues, très bas. Il est apprécié pour sa position aérodynamique (faible surface frontale). Certains sont carrossés et sont appelés vélomobiles. Le Whike quant à lui comporte une voile ;
- le vélocimane ou handcycle, utilisé en cyclisme handisport, se rapproche du tricycle couché mais recourt à un pédalage manuel.

Certains tricycles peuvent bénéficier d'une assistance électrique au pédalage.

### Deux roues avant directrices et propulsion
Ce type est appelé Y ou têtard. 
Les triporteurs européens sont de ce type.

### Deux roues arrière, une roue avant directrice
Ce type est appelé delta.
Les triporteurs asiatiques sont généralement de ce type.

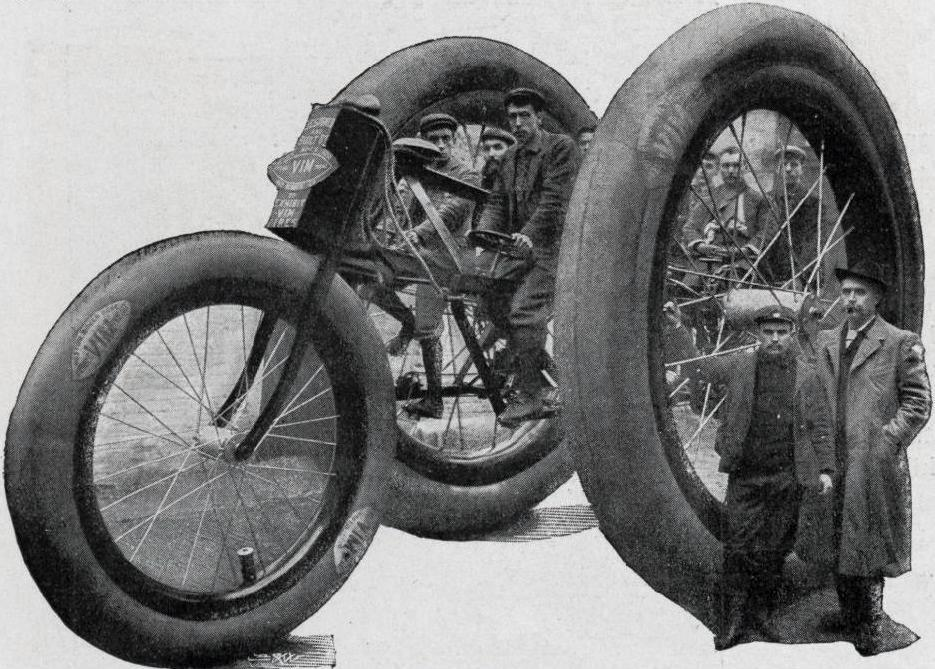
Le 'Tricycle monstre' (New York, 1897).
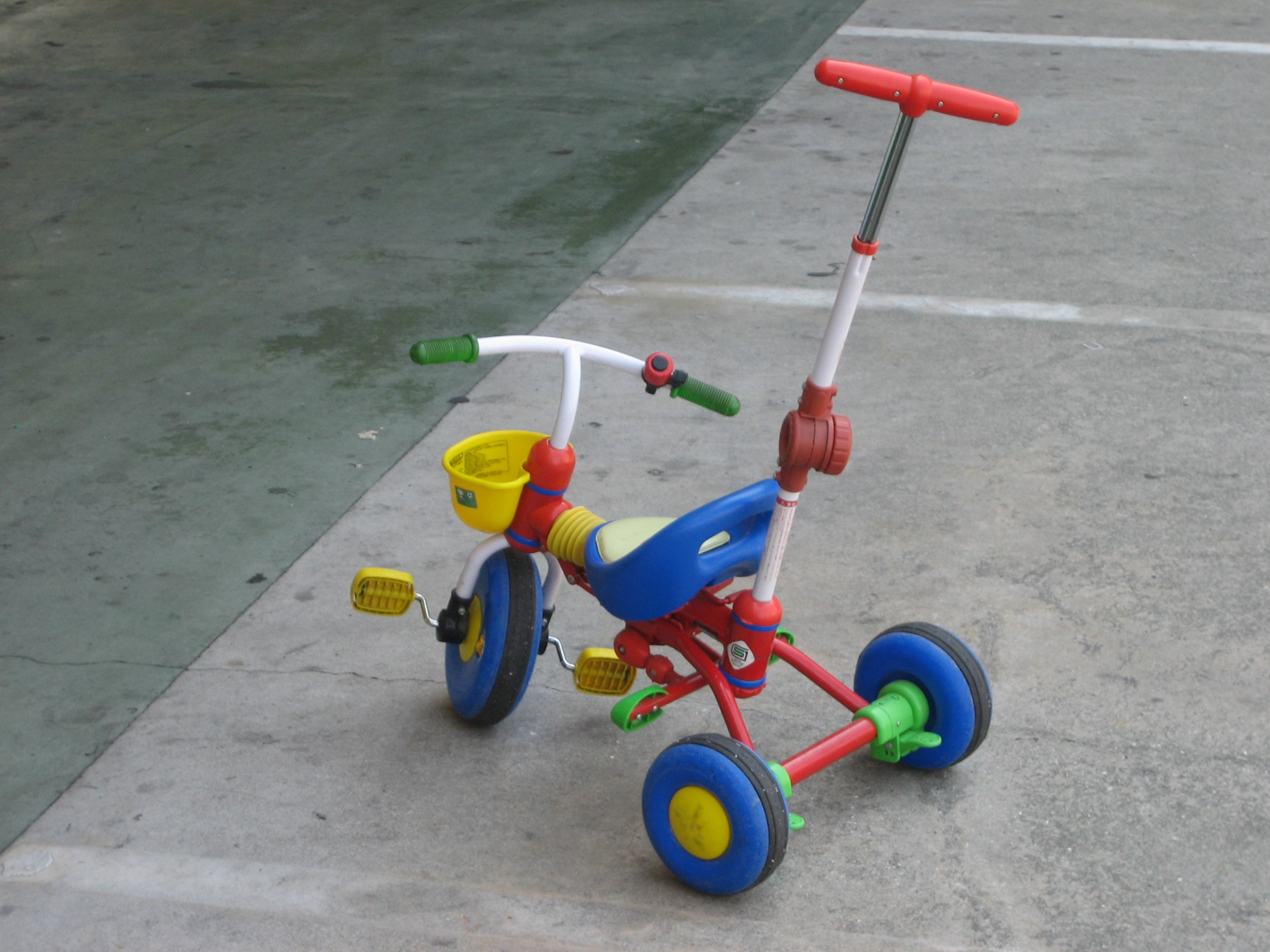
Tricycle michaudine d'enfant.
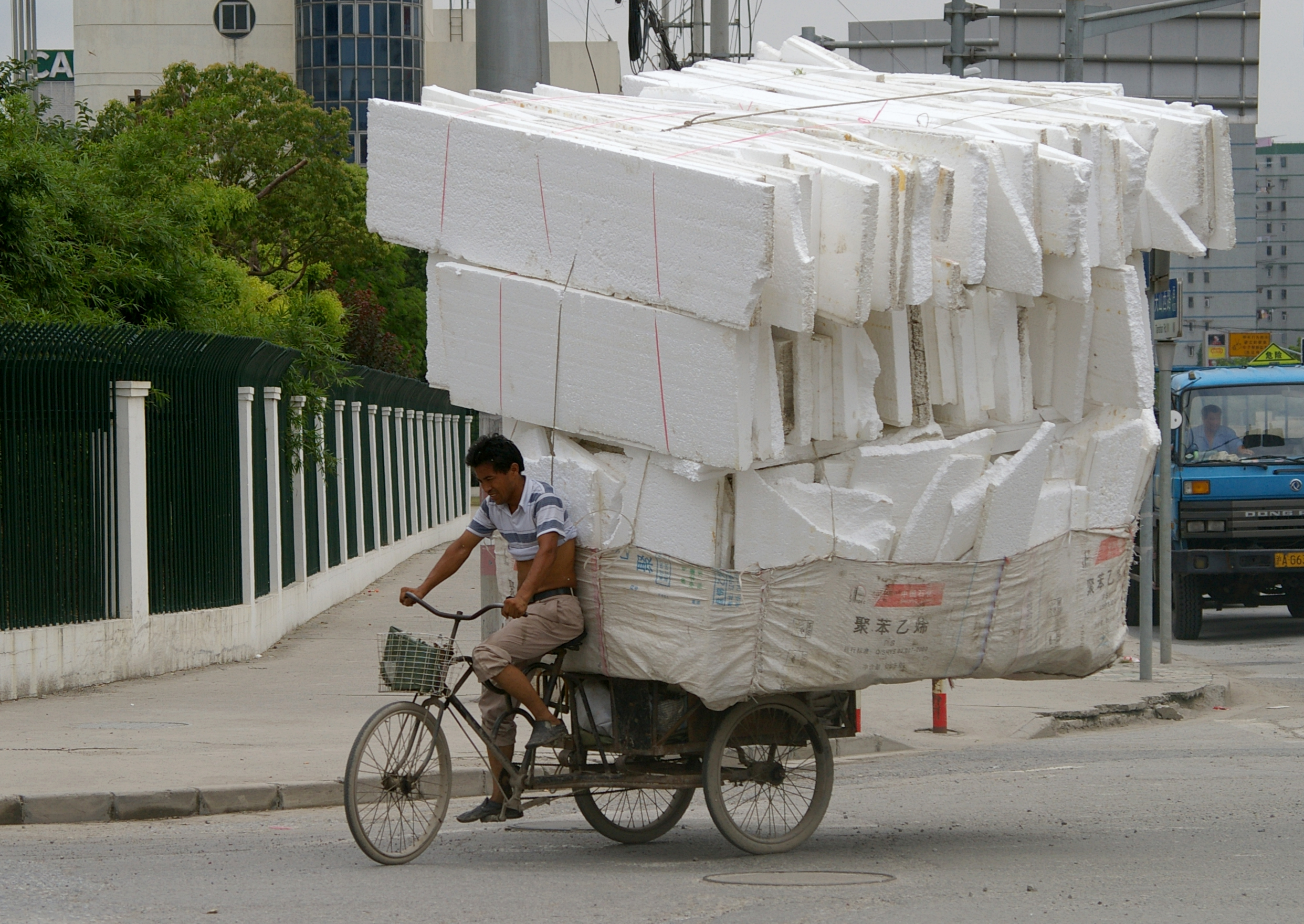
Tricycle cargo à Shanghai.
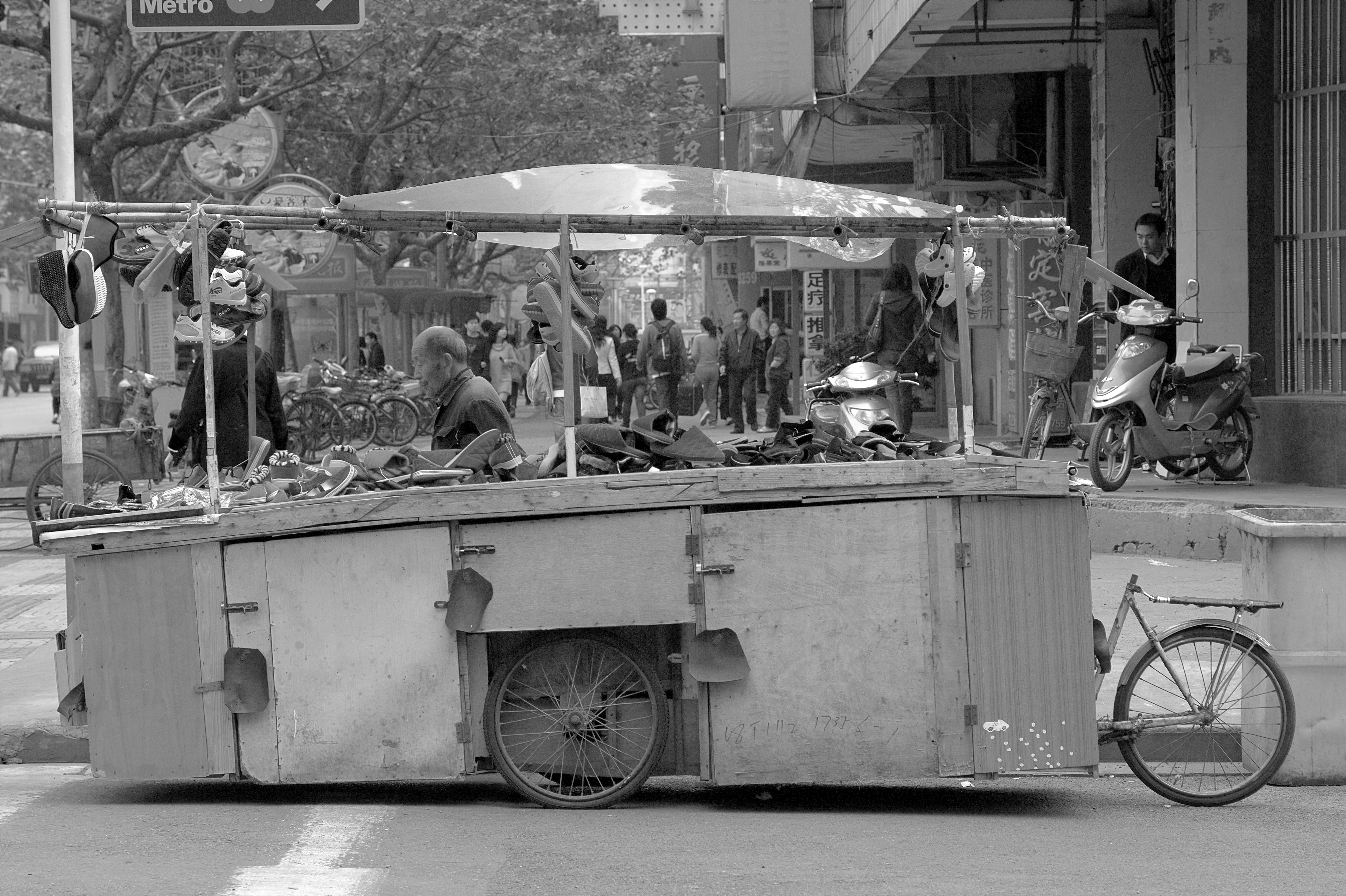
Tricycle carrossé d'un vendeur de chaussures en Chine.
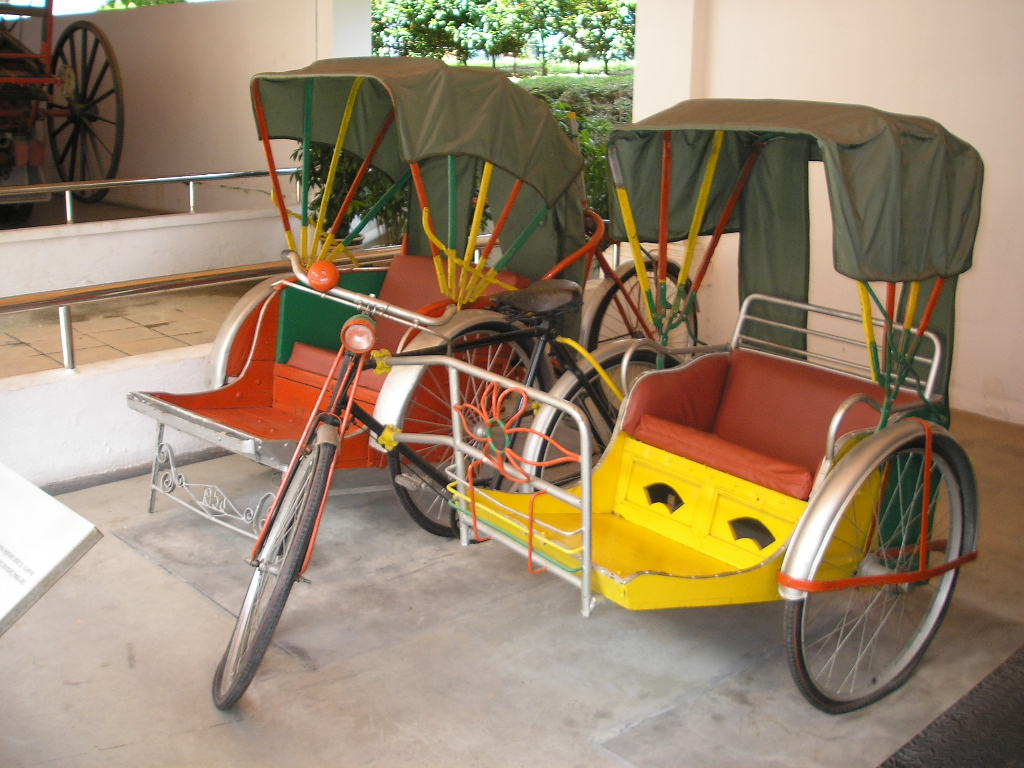
Vélo-taxis.
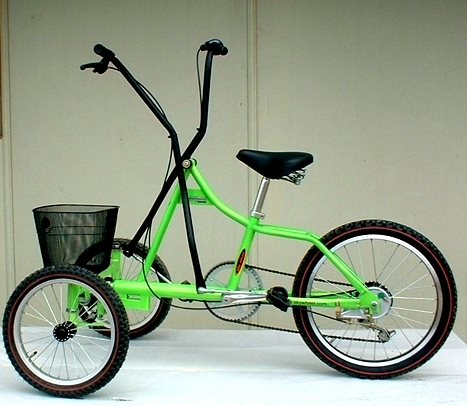
Tricycle à assistance manuelle

### Tricycle couché
Un type particulier de tricycle non motorisé de la famille des vélos couchés ou bent est en France appelé également trike, par analogie, en raison de la position du pratiquant qui évoque celle des pilotes des trikes motorisés.
Ne sont donc visés ici que les vélos couché à trois roues.
Ce type de trike non motorisé peut présenter deux géométries différentes : 
- Tadpole : deux roues avant directrices et une roue arrière motrice ;
- Delta : une roue avant directrice et deux roues arrière. Dans ce cas, il y en a une seule de motrice ou bien les deux avec ou sans un différentiel.

Ces trikes peuvent se présenter en tandem avec plusieurs dispositions possibles :
- en ligne le sens de marche ;
- en ligne dos à dos ;
- côte à côte : dans ce cas, la géométrie est souvent delta avec chaque personne qui pédale sur une roue indépendante.

Il est aussi possible d'accrocher facilement les trikes delta les uns aux autres en retirant la roue avant du trike suiveur. De véritables trains de trike delta peuvent ainsi être réalisés.[réf. nécessaire]

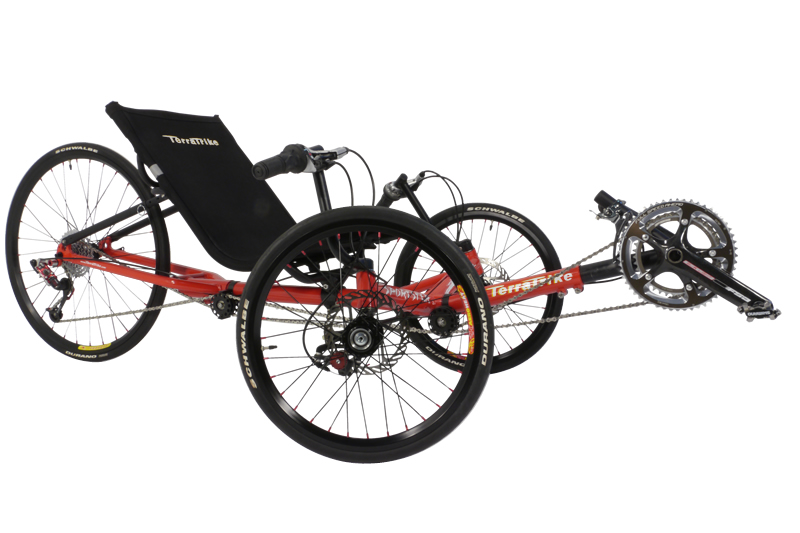
Tricycle de sport, type Tadpole, en aluminium et matériaux composites
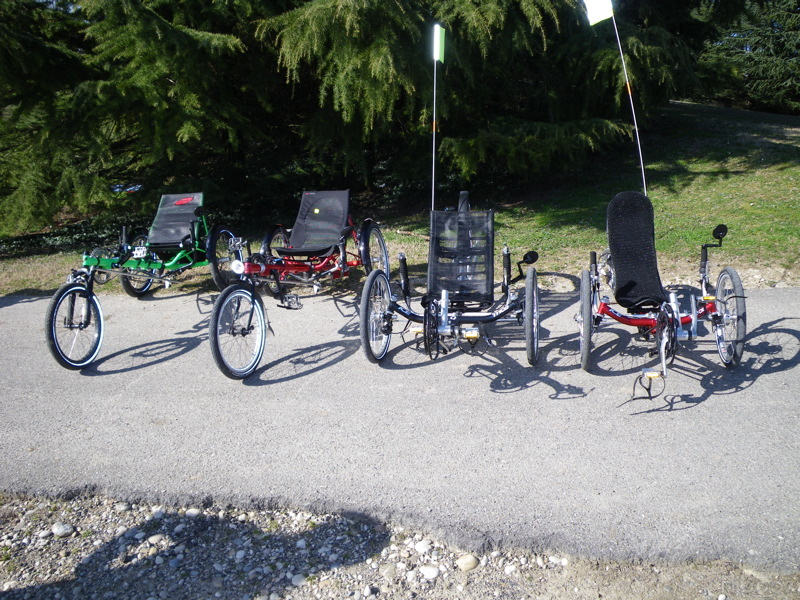
Quatre tricycles couchés, Tadpole et Delta, France 2008

## Motorisé

### Historique

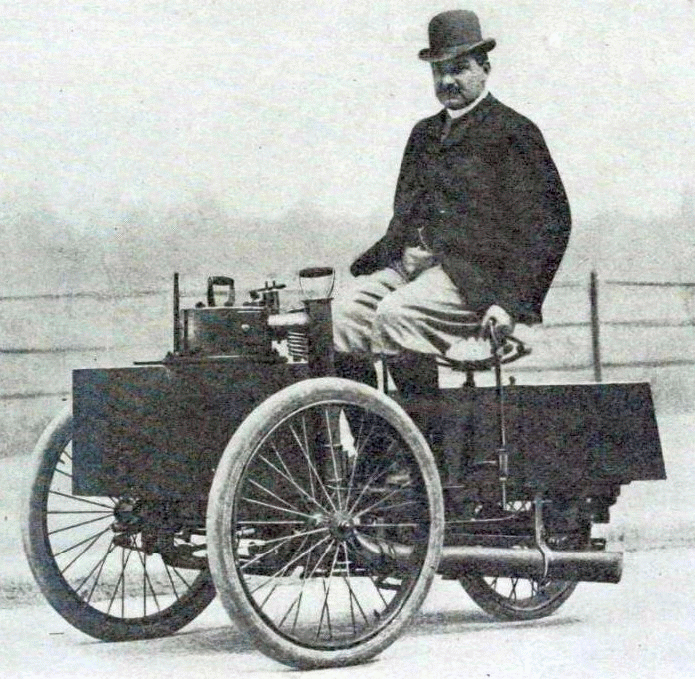
Jules-Albert de Dion sur un tricycle.

Dès 1883, le marquis Jules-Albert de Dion conçoit un tricycle à vapeur fonctionnant avec une chaudière. En 1885 Carl Benz produit le tricycle Benz Patent Motorwagen, à moteur à essence. Plus tard, De Dion se tourne  vers le pétrole et construit en 1895 un tricycle à pétrole d'une puissance de 0,75 ch dont le moteur est adopté par Renault. Celui-ci, cette année-là, n'en constituait pas moins une révolution : premier moteur vertical de 0,75 ch, batterie d'allumage suspendue au cadre, poignée gauche du guidon pour couper le contact, dispositif de roue libre. Un tricycle à pétrole est aujourd'hui conservé au musée de la voiture et du tourisme à Compiègne. Le tricycle à pétrole allait connaitre une vogue jusqu'à l'arrivée définitive de l'automobile et des premières motos. Le 3 juillet 1899 à Spa-Francorchamps, dans la catégorie « motocycles » un tricycle est vainqueur avec une moyenne de 38,880 km/h. À Lyon, par exemple vers 1900, est organisée une course de tricycles et de voitures. 1898 : Louis Renault achète un tricycle à pétrole de Dion-Bouton, l'expérimente et invente la boîte de vitesses à prise directe et changement par baladeur (La troisième vitesse est en prise directe, les arbres primaire et secondaire tournant à la même vitesse). Cependant en 1900, l'usine De Dion-Bouton est toujours le premier constructeur automobile français, après avoir produit des tricycles et quadricycles, l'activité se déploie vers un moteur monocylindre, installé sur des voitures. En 1907, Pierre Souvestre dresse le constat dans son Histoire de l'automobile : « ... conséquence du perfectionnement de la voiture, de l'apparition de la motocyclette, le tricycle à pétrole va disparaître. ».

### Moteur thermique

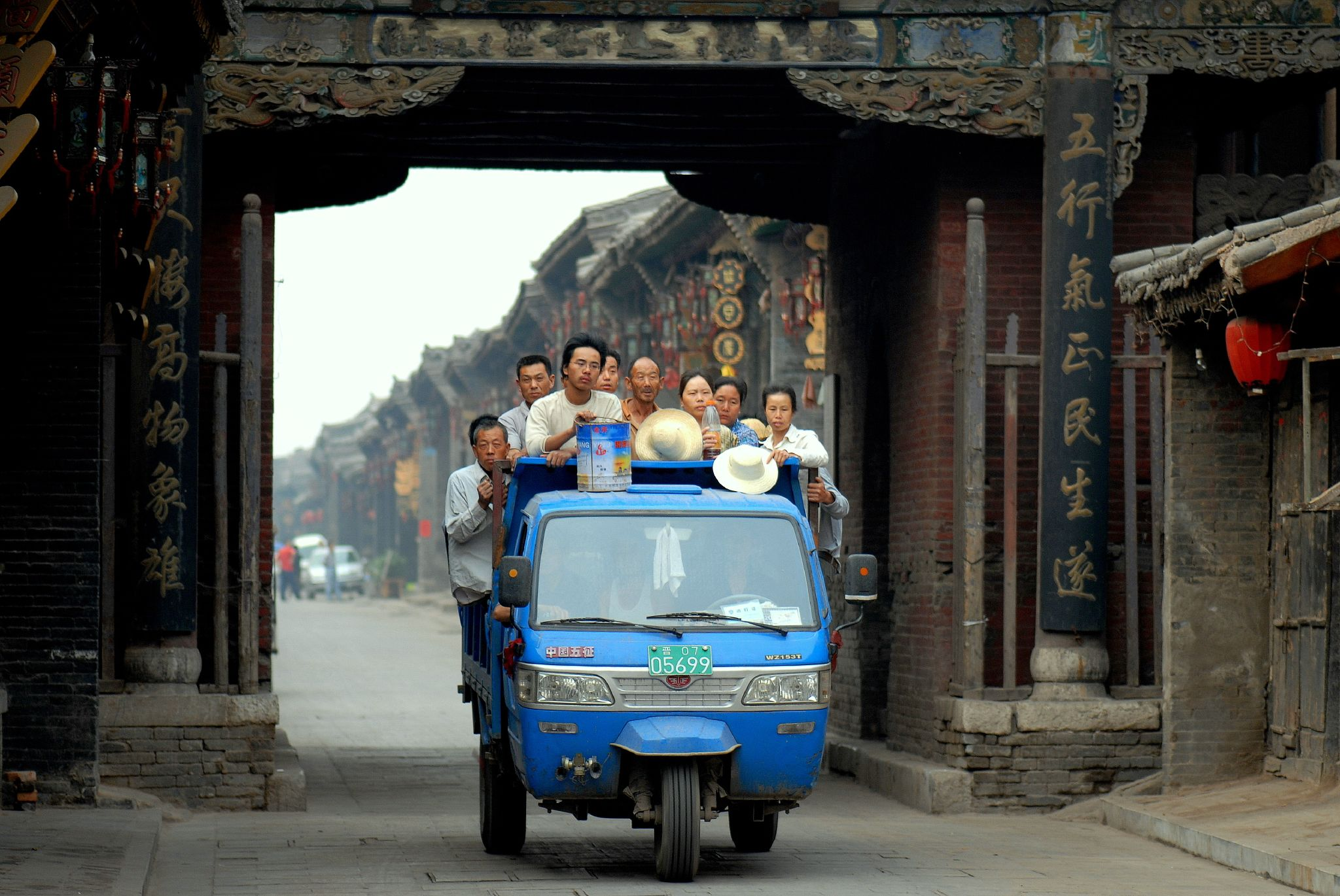
Tricycle en Chine.

Les tricycles ont évolué pour être motorisés par un moteur thermique. Ils sont dérivés de la moto ou du cyclomoteur ; on parle alors de :
- rickshaw : utilitaire léger destiné au transport de passagers ;
- moto cargo : utilitaire léger à trois roues ;
- trike qualifie une moto à trois roues.

D'autres sont considérés comme des automobiles à trois roues :
- Tricar

### Moteur électrique
Le tricycle électrique (en) est motorisé par l'adjonction d'un moteur électrique.
Dans le cas d'un moteur moyeu, le moteur est placé de préférence sur la roue axiale du tricycle de manière que la poussée soit dans l'axe : dans la roue arrière pour un tricycle de type Y ou têtard, et dans la roue avant pour le type delta, sauf en configuration side-car où l'emplacement du moteur a peu d'importance.
Dans le cas d'un moteur de pédalier, il agit sur la ou les roues motrices que le pédalier entraîne, donc généralement sur l'arrière.